# Петар Трифуновић
Др Петар Трифуновић (Дубровник, 31. август 1910 — Београд, 8. децембар 1980) био је југословенски и српски шахиста и доктор права.

## Биографија
Рођен је у Дубровнику, али је детињство и младост провео у Шибенику. Право је студирао у Загребу и постаје доктор права 1933.
Шах је упознао веома касно, са 16 година у Шибенику, сасвим случајно, а први учитељ ми је био возач, чијег се презимена увек сећао, Кунков. Тада је био ученик VI разреда гимназије. Ту је савладао прве шаховске тајне, а као млладић био је у стању да одигра прву симултанку на слепо на 17 табли. Из Шибеника се прочуо као изврсни решавач шаховских проблема у Шаховском гласнику, који је излазио у Загребу. Када је светски првак Александар Аљехин гостовао у Сплиту са групом младих шахиста из Шибеника кренуо је на симултанку. Штампа је забележила да је направио реми.
Титулу мајстора освојио је на турниру у Бањој Луци 1931. На првом југословенском шампионату у шаху одржаним 1935. у Београду осваја треће место иза Пирца и Костића а на другом одржаном 1936. у Новом Саду осваја друго место иза Пирца.
За време мајсторског турнира одржанога од 6. до 25. јула 1935. у Београду председник ЈШС-а С. Ћирић успева да наговори Трифуновића да дође у Србију.
Следећих година због службе у малим местима (Опленац, Бајина Башта) мало игра на турнирима, али успешно наступа на олимпијадама 1935. и 1937. године. На олимпијади која се одржавала у Варшави, од 16. до 31. августа 1935. у олимпијском тиму Југославије је био четврти играч, и од 16 партија чак 12 је одиграо на трећој табли. Био је најуспјешнији у тиму, јер је освојио 12,5 бодова из 16 партија (+10, =5, -1). Постигнутим процентом успешности (78%) је био трећи играч олимпијаде на својој табли. Међу најважнијим победама су оне над успешним Швеђанином Лундином и добро познатим Пољаком Најдорфом.
Године 1938. настањује се у Београду. Уређује часопис Шаховски преглед (излазио 1938-1940).
Умро је у Београду, 8. децембра 1980. године.

## Шаховски успеси
Југославија је дуги низ година важила као друга шаховска нација на свету (иза СССР-а) што је и доказивала на свим такмичењима на којима је учествовала. Др Петар Трифуновић пет пута успева да тријумфује на шампионату земље и то 1945, 1946 и 1947 заједно са Глигорићем и 1952. и 1961.
После II светског рата интензивније наступа на међународним турнирима. У раздобљу 1945-1965. на јаким међународним турнирима 14 пута се пласирао између 1. и 3. места. Титулу велемајстора (коју је тада било далеко теже освојити него данас) освојио је 1953. 1949. Одиграо је нерешено меч са Најдорфом (6—6). Седам пута је наступао за репрезентацију Југославије на шаховским олимпијадама и освојио неколико медаља.
Његови најбољи резултати на међународним турнирима су друго место у Прагу 1946. иза Најдорфа, Cheltenham 1951. (други иза Глигорића), Београд 1954. (трећи иза Бронштајна и Матановића, али испред Глигорића и Петросјана). У Netanya 1961. дели прво место са Матуловићем и Черниаком. У Прагу 1962. и Бевервијку 1962. је први, а у Сарајеву исте године трећи иза Глигорића и Портиша. Највећи успех било је треће место на великом турниру у Београду 1964. Играли су, између осталих: тадашњи светски првак Тигран Петросјан, будући свјетски првак Борис Спаски и учесника мечева за свјетско првенство Давид Бронштајн и Виктор Корчној. У Нордвијку 1965, осваја друго место иза Ботвиника (испред Флора, Ларсена и Донера).

## Препознатљив шаховски стил
|   | a | b | c | d | e | f | g | h |   |
| 8 | a8 black rook · d8 black queen · e8 black king · h8 black rook · a7 black pawn · b7 black pawn · f7 black pawn · g7 black pawn · h7 black pawn · c6 black knight · e6 black pawn · f6 black knight · d5 black pawn · f5 black bishop · b4 black bishop · d4 white pawn · f4 white bishop · b3 white queen · c3 white knight · e3 white pawn · f3 white knight · a2 white pawn · b2 white pawn · f2 white pawn · g2 white pawn · h2 white pawn · a1 white rook · e1 white king · f1 white bishop · h1 white rook | a8 black rook · d8 black queen · e8 black king · h8 black rook · a7 black pawn · b7 black pawn · f7 black pawn · g7 black pawn · h7 black pawn · c6 black knight · e6 black pawn · f6 black knight · d5 black pawn · f5 black bishop · b4 black bishop · d4 white pawn · f4 white bishop · b3 white queen · c3 white knight · e3 white pawn · f3 white knight · a2 white pawn · b2 white pawn · f2 white pawn · g2 white pawn · h2 white pawn · a1 white rook · e1 white king · f1 white bishop · h1 white rook | a8 black rook · d8 black queen · e8 black king · h8 black rook · a7 black pawn · b7 black pawn · f7 black pawn · g7 black pawn · h7 black pawn · c6 black knight · e6 black pawn · f6 black knight · d5 black pawn · f5 black bishop · b4 black bishop · d4 white pawn · f4 white bishop · b3 white queen · c3 white knight · e3 white pawn · f3 white knight · a2 white pawn · b2 white pawn · f2 white pawn · g2 white pawn · h2 white pawn · a1 white rook · e1 white king · f1 white bishop · h1 white rook | a8 black rook · d8 black queen · e8 black king · h8 black rook · a7 black pawn · b7 black pawn · f7 black pawn · g7 black pawn · h7 black pawn · c6 black knight · e6 black pawn · f6 black knight · d5 black pawn · f5 black bishop · b4 black bishop · d4 white pawn · f4 white bishop · b3 white queen · c3 white knight · e3 white pawn · f3 white knight · a2 white pawn · b2 white pawn · f2 white pawn · g2 white pawn · h2 white pawn · a1 white rook · e1 white king · f1 white bishop · h1 white rook | a8 black rook · d8 black queen · e8 black king · h8 black rook · a7 black pawn · b7 black pawn · f7 black pawn · g7 black pawn · h7 black pawn · c6 black knight · e6 black pawn · f6 black knight · d5 black pawn · f5 black bishop · b4 black bishop · d4 white pawn · f4 white bishop · b3 white queen · c3 white knight · e3 white pawn · f3 white knight · a2 white pawn · b2 white pawn · f2 white pawn · g2 white pawn · h2 white pawn · a1 white rook · e1 white king · f1 white bishop · h1 white rook | a8 black rook · d8 black queen · e8 black king · h8 black rook · a7 black pawn · b7 black pawn · f7 black pawn · g7 black pawn · h7 black pawn · c6 black knight · e6 black pawn · f6 black knight · d5 black pawn · f5 black bishop · b4 black bishop · d4 white pawn · f4 white bishop · b3 white queen · c3 white knight · e3 white pawn · f3 white knight · a2 white pawn · b2 white pawn · f2 white pawn · g2 white pawn · h2 white pawn · a1 white rook · e1 white king · f1 white bishop · h1 white rook | a8 black rook · d8 black queen · e8 black king · h8 black rook · a7 black pawn · b7 black pawn · f7 black pawn · g7 black pawn · h7 black pawn · c6 black knight · e6 black pawn · f6 black knight · d5 black pawn · f5 black bishop · b4 black bishop · d4 white pawn · f4 white bishop · b3 white queen · c3 white knight · e3 white pawn · f3 white knight · a2 white pawn · b2 white pawn · f2 white pawn · g2 white pawn · h2 white pawn · a1 white rook · e1 white king · f1 white bishop · h1 white rook | a8 black rook · d8 black queen · e8 black king · h8 black rook · a7 black pawn · b7 black pawn · f7 black pawn · g7 black pawn · h7 black pawn · c6 black knight · e6 black pawn · f6 black knight · d5 black pawn · f5 black bishop · b4 black bishop · d4 white pawn · f4 white bishop · b3 white queen · c3 white knight · e3 white pawn · f3 white knight · a2 white pawn · b2 white pawn · f2 white pawn · g2 white pawn · h2 white pawn · a1 white rook · e1 white king · f1 white bishop · h1 white rook | 8 |
| 7 | a8 black rook · d8 black queen · e8 black king · h8 black rook · a7 black pawn · b7 black pawn · f7 black pawn · g7 black pawn · h7 black pawn · c6 black knight · e6 black pawn · f6 black knight · d5 black pawn · f5 black bishop · b4 black bishop · d4 white pawn · f4 white bishop · b3 white queen · c3 white knight · e3 white pawn · f3 white knight · a2 white pawn · b2 white pawn · f2 white pawn · g2 white pawn · h2 white pawn · a1 white rook · e1 white king · f1 white bishop · h1 white rook | a8 black rook · d8 black queen · e8 black king · h8 black rook · a7 black pawn · b7 black pawn · f7 black pawn · g7 black pawn · h7 black pawn · c6 black knight · e6 black pawn · f6 black knight · d5 black pawn · f5 black bishop · b4 black bishop · d4 white pawn · f4 white bishop · b3 white queen · c3 white knight · e3 white pawn · f3 white knight · a2 white pawn · b2 white pawn · f2 white pawn · g2 white pawn · h2 white pawn · a1 white rook · e1 white king · f1 white bishop · h1 white rook | a8 black rook · d8 black queen · e8 black king · h8 black rook · a7 black pawn · b7 black pawn · f7 black pawn · g7 black pawn · h7 black pawn · c6 black knight · e6 black pawn · f6 black knight · d5 black pawn · f5 black bishop · b4 black bishop · d4 white pawn · f4 white bishop · b3 white queen · c3 white knight · e3 white pawn · f3 white knight · a2 white pawn · b2 white pawn · f2 white pawn · g2 white pawn · h2 white pawn · a1 white rook · e1 white king · f1 white bishop · h1 white rook | a8 black rook · d8 black queen · e8 black king · h8 black rook · a7 black pawn · b7 black pawn · f7 black pawn · g7 black pawn · h7 black pawn · c6 black knight · e6 black pawn · f6 black knight · d5 black pawn · f5 black bishop · b4 black bishop · d4 white pawn · f4 white bishop · b3 white queen · c3 white knight · e3 white pawn · f3 white knight · a2 white pawn · b2 white pawn · f2 white pawn · g2 white pawn · h2 white pawn · a1 white rook · e1 white king · f1 white bishop · h1 white rook | a8 black rook · d8 black queen · e8 black king · h8 black rook · a7 black pawn · b7 black pawn · f7 black pawn · g7 black pawn · h7 black pawn · c6 black knight · e6 black pawn · f6 black knight · d5 black pawn · f5 black bishop · b4 black bishop · d4 white pawn · f4 white bishop · b3 white queen · c3 white knight · e3 white pawn · f3 white knight · a2 white pawn · b2 white pawn · f2 white pawn · g2 white pawn · h2 white pawn · a1 white rook · e1 white king · f1 white bishop · h1 white rook | a8 black rook · d8 black queen · e8 black king · h8 black rook · a7 black pawn · b7 black pawn · f7 black pawn · g7 black pawn · h7 black pawn · c6 black knight · e6 black pawn · f6 black knight · d5 black pawn · f5 black bishop · b4 black bishop · d4 white pawn · f4 white bishop · b3 white queen · c3 white knight · e3 white pawn · f3 white knight · a2 white pawn · b2 white pawn · f2 white pawn · g2 white pawn · h2 white pawn · a1 white rook · e1 white king · f1 white bishop · h1 white rook | a8 black rook · d8 black queen · e8 black king · h8 black rook · a7 black pawn · b7 black pawn · f7 black pawn · g7 black pawn · h7 black pawn · c6 black knight · e6 black pawn · f6 black knight · d5 black pawn · f5 black bishop · b4 black bishop · d4 white pawn · f4 white bishop · b3 white queen · c3 white knight · e3 white pawn · f3 white knight · a2 white pawn · b2 white pawn · f2 white pawn · g2 white pawn · h2 white pawn · a1 white rook · e1 white king · f1 white bishop · h1 white rook | a8 black rook · d8 black queen · e8 black king · h8 black rook · a7 black pawn · b7 black pawn · f7 black pawn · g7 black pawn · h7 black pawn · c6 black knight · e6 black pawn · f6 black knight · d5 black pawn · f5 black bishop · b4 black bishop · d4 white pawn · f4 white bishop · b3 white queen · c3 white knight · e3 white pawn · f3 white knight · a2 white pawn · b2 white pawn · f2 white pawn · g2 white pawn · h2 white pawn · a1 white rook · e1 white king · f1 white bishop · h1 white rook | 7 |
| 6 | a8 black rook · d8 black queen · e8 black king · h8 black rook · a7 black pawn · b7 black pawn · f7 black pawn · g7 black pawn · h7 black pawn · c6 black knight · e6 black pawn · f6 black knight · d5 black pawn · f5 black bishop · b4 black bishop · d4 white pawn · f4 white bishop · b3 white queen · c3 white knight · e3 white pawn · f3 white knight · a2 white pawn · b2 white pawn · f2 white pawn · g2 white pawn · h2 white pawn · a1 white rook · e1 white king · f1 white bishop · h1 white rook | a8 black rook · d8 black queen · e8 black king · h8 black rook · a7 black pawn · b7 black pawn · f7 black pawn · g7 black pawn · h7 black pawn · c6 black knight · e6 black pawn · f6 black knight · d5 black pawn · f5 black bishop · b4 black bishop · d4 white pawn · f4 white bishop · b3 white queen · c3 white knight · e3 white pawn · f3 white knight · a2 white pawn · b2 white pawn · f2 white pawn · g2 white pawn · h2 white pawn · a1 white rook · e1 white king · f1 white bishop · h1 white rook | a8 black rook · d8 black queen · e8 black king · h8 black rook · a7 black pawn · b7 black pawn · f7 black pawn · g7 black pawn · h7 black pawn · c6 black knight · e6 black pawn · f6 black knight · d5 black pawn · f5 black bishop · b4 black bishop · d4 white pawn · f4 white bishop · b3 white queen · c3 white knight · e3 white pawn · f3 white knight · a2 white pawn · b2 white pawn · f2 white pawn · g2 white pawn · h2 white pawn · a1 white rook · e1 white king · f1 white bishop · h1 white rook | a8 black rook · d8 black queen · e8 black king · h8 black rook · a7 black pawn · b7 black pawn · f7 black pawn · g7 black pawn · h7 black pawn · c6 black knight · e6 black pawn · f6 black knight · d5 black pawn · f5 black bishop · b4 black bishop · d4 white pawn · f4 white bishop · b3 white queen · c3 white knight · e3 white pawn · f3 white knight · a2 white pawn · b2 white pawn · f2 white pawn · g2 white pawn · h2 white pawn · a1 white rook · e1 white king · f1 white bishop · h1 white rook | a8 black rook · d8 black queen · e8 black king · h8 black rook · a7 black pawn · b7 black pawn · f7 black pawn · g7 black pawn · h7 black pawn · c6 black knight · e6 black pawn · f6 black knight · d5 black pawn · f5 black bishop · b4 black bishop · d4 white pawn · f4 white bishop · b3 white queen · c3 white knight · e3 white pawn · f3 white knight · a2 white pawn · b2 white pawn · f2 white pawn · g2 white pawn · h2 white pawn · a1 white rook · e1 white king · f1 white bishop · h1 white rook | a8 black rook · d8 black queen · e8 black king · h8 black rook · a7 black pawn · b7 black pawn · f7 black pawn · g7 black pawn · h7 black pawn · c6 black knight · e6 black pawn · f6 black knight · d5 black pawn · f5 black bishop · b4 black bishop · d4 white pawn · f4 white bishop · b3 white queen · c3 white knight · e3 white pawn · f3 white knight · a2 white pawn · b2 white pawn · f2 white pawn · g2 white pawn · h2 white pawn · a1 white rook · e1 white king · f1 white bishop · h1 white rook | a8 black rook · d8 black queen · e8 black king · h8 black rook · a7 black pawn · b7 black pawn · f7 black pawn · g7 black pawn · h7 black pawn · c6 black knight · e6 black pawn · f6 black knight · d5 black pawn · f5 black bishop · b4 black bishop · d4 white pawn · f4 white bishop · b3 white queen · c3 white knight · e3 white pawn · f3 white knight · a2 white pawn · b2 white pawn · f2 white pawn · g2 white pawn · h2 white pawn · a1 white rook · e1 white king · f1 white bishop · h1 white rook | a8 black rook · d8 black queen · e8 black king · h8 black rook · a7 black pawn · b7 black pawn · f7 black pawn · g7 black pawn · h7 black pawn · c6 black knight · e6 black pawn · f6 black knight · d5 black pawn · f5 black bishop · b4 black bishop · d4 white pawn · f4 white bishop · b3 white queen · c3 white knight · e3 white pawn · f3 white knight · a2 white pawn · b2 white pawn · f2 white pawn · g2 white pawn · h2 white pawn · a1 white rook · e1 white king · f1 white bishop · h1 white rook | 6 |
| 5 | a8 black rook · d8 black queen · e8 black king · h8 black rook · a7 black pawn · b7 black pawn · f7 black pawn · g7 black pawn · h7 black pawn · c6 black knight · e6 black pawn · f6 black knight · d5 black pawn · f5 black bishop · b4 black bishop · d4 white pawn · f4 white bishop · b3 white queen · c3 white knight · e3 white pawn · f3 white knight · a2 white pawn · b2 white pawn · f2 white pawn · g2 white pawn · h2 white pawn · a1 white rook · e1 white king · f1 white bishop · h1 white rook | a8 black rook · d8 black queen · e8 black king · h8 black rook · a7 black pawn · b7 black pawn · f7 black pawn · g7 black pawn · h7 black pawn · c6 black knight · e6 black pawn · f6 black knight · d5 black pawn · f5 black bishop · b4 black bishop · d4 white pawn · f4 white bishop · b3 white queen · c3 white knight · e3 white pawn · f3 white knight · a2 white pawn · b2 white pawn · f2 white pawn · g2 white pawn · h2 white pawn · a1 white rook · e1 white king · f1 white bishop · h1 white rook | a8 black rook · d8 black queen · e8 black king · h8 black rook · a7 black pawn · b7 black pawn · f7 black pawn · g7 black pawn · h7 black pawn · c6 black knight · e6 black pawn · f6 black knight · d5 black pawn · f5 black bishop · b4 black bishop · d4 white pawn · f4 white bishop · b3 white queen · c3 white knight · e3 white pawn · f3 white knight · a2 white pawn · b2 white pawn · f2 white pawn · g2 white pawn · h2 white pawn · a1 white rook · e1 white king · f1 white bishop · h1 white rook | a8 black rook · d8 black queen · e8 black king · h8 black rook · a7 black pawn · b7 black pawn · f7 black pawn · g7 black pawn · h7 black pawn · c6 black knight · e6 black pawn · f6 black knight · d5 black pawn · f5 black bishop · b4 black bishop · d4 white pawn · f4 white bishop · b3 white queen · c3 white knight · e3 white pawn · f3 white knight · a2 white pawn · b2 white pawn · f2 white pawn · g2 white pawn · h2 white pawn · a1 white rook · e1 white king · f1 white bishop · h1 white rook | a8 black rook · d8 black queen · e8 black king · h8 black rook · a7 black pawn · b7 black pawn · f7 black pawn · g7 black pawn · h7 black pawn · c6 black knight · e6 black pawn · f6 black knight · d5 black pawn · f5 black bishop · b4 black bishop · d4 white pawn · f4 white bishop · b3 white queen · c3 white knight · e3 white pawn · f3 white knight · a2 white pawn · b2 white pawn · f2 white pawn · g2 white pawn · h2 white pawn · a1 white rook · e1 white king · f1 white bishop · h1 white rook | a8 black rook · d8 black queen · e8 black king · h8 black rook · a7 black pawn · b7 black pawn · f7 black pawn · g7 black pawn · h7 black pawn · c6 black knight · e6 black pawn · f6 black knight · d5 black pawn · f5 black bishop · b4 black bishop · d4 white pawn · f4 white bishop · b3 white queen · c3 white knight · e3 white pawn · f3 white knight · a2 white pawn · b2 white pawn · f2 white pawn · g2 white pawn · h2 white pawn · a1 white rook · e1 white king · f1 white bishop · h1 white rook | a8 black rook · d8 black queen · e8 black king · h8 black rook · a7 black pawn · b7 black pawn · f7 black pawn · g7 black pawn · h7 black pawn · c6 black knight · e6 black pawn · f6 black knight · d5 black pawn · f5 black bishop · b4 black bishop · d4 white pawn · f4 white bishop · b3 white queen · c3 white knight · e3 white pawn · f3 white knight · a2 white pawn · b2 white pawn · f2 white pawn · g2 white pawn · h2 white pawn · a1 white rook · e1 white king · f1 white bishop · h1 white rook | a8 black rook · d8 black queen · e8 black king · h8 black rook · a7 black pawn · b7 black pawn · f7 black pawn · g7 black pawn · h7 black pawn · c6 black knight · e6 black pawn · f6 black knight · d5 black pawn · f5 black bishop · b4 black bishop · d4 white pawn · f4 white bishop · b3 white queen · c3 white knight · e3 white pawn · f3 white knight · a2 white pawn · b2 white pawn · f2 white pawn · g2 white pawn · h2 white pawn · a1 white rook · e1 white king · f1 white bishop · h1 white rook | 5 |
| 4 | a8 black rook · d8 black queen · e8 black king · h8 black rook · a7 black pawn · b7 black pawn · f7 black pawn · g7 black pawn · h7 black pawn · c6 black knight · e6 black pawn · f6 black knight · d5 black pawn · f5 black bishop · b4 black bishop · d4 white pawn · f4 white bishop · b3 white queen · c3 white knight · e3 white pawn · f3 white knight · a2 white pawn · b2 white pawn · f2 white pawn · g2 white pawn · h2 white pawn · a1 white rook · e1 white king · f1 white bishop · h1 white rook | a8 black rook · d8 black queen · e8 black king · h8 black rook · a7 black pawn · b7 black pawn · f7 black pawn · g7 black pawn · h7 black pawn · c6 black knight · e6 black pawn · f6 black knight · d5 black pawn · f5 black bishop · b4 black bishop · d4 white pawn · f4 white bishop · b3 white queen · c3 white knight · e3 white pawn · f3 white knight · a2 white pawn · b2 white pawn · f2 white pawn · g2 white pawn · h2 white pawn · a1 white rook · e1 white king · f1 white bishop · h1 white rook | a8 black rook · d8 black queen · e8 black king · h8 black rook · a7 black pawn · b7 black pawn · f7 black pawn · g7 black pawn · h7 black pawn · c6 black knight · e6 black pawn · f6 black knight · d5 black pawn · f5 black bishop · b4 black bishop · d4 white pawn · f4 white bishop · b3 white queen · c3 white knight · e3 white pawn · f3 white knight · a2 white pawn · b2 white pawn · f2 white pawn · g2 white pawn · h2 white pawn · a1 white rook · e1 white king · f1 white bishop · h1 white rook | a8 black rook · d8 black queen · e8 black king · h8 black rook · a7 black pawn · b7 black pawn · f7 black pawn · g7 black pawn · h7 black pawn · c6 black knight · e6 black pawn · f6 black knight · d5 black pawn · f5 black bishop · b4 black bishop · d4 white pawn · f4 white bishop · b3 white queen · c3 white knight · e3 white pawn · f3 white knight · a2 white pawn · b2 white pawn · f2 white pawn · g2 white pawn · h2 white pawn · a1 white rook · e1 white king · f1 white bishop · h1 white rook | a8 black rook · d8 black queen · e8 black king · h8 black rook · a7 black pawn · b7 black pawn · f7 black pawn · g7 black pawn · h7 black pawn · c6 black knight · e6 black pawn · f6 black knight · d5 black pawn · f5 black bishop · b4 black bishop · d4 white pawn · f4 white bishop · b3 white queen · c3 white knight · e3 white pawn · f3 white knight · a2 white pawn · b2 white pawn · f2 white pawn · g2 white pawn · h2 white pawn · a1 white rook · e1 white king · f1 white bishop · h1 white rook | a8 black rook · d8 black queen · e8 black king · h8 black rook · a7 black pawn · b7 black pawn · f7 black pawn · g7 black pawn · h7 black pawn · c6 black knight · e6 black pawn · f6 black knight · d5 black pawn · f5 black bishop · b4 black bishop · d4 white pawn · f4 white bishop · b3 white queen · c3 white knight · e3 white pawn · f3 white knight · a2 white pawn · b2 white pawn · f2 white pawn · g2 white pawn · h2 white pawn · a1 white rook · e1 white king · f1 white bishop · h1 white rook | a8 black rook · d8 black queen · e8 black king · h8 black rook · a7 black pawn · b7 black pawn · f7 black pawn · g7 black pawn · h7 black pawn · c6 black knight · e6 black pawn · f6 black knight · d5 black pawn · f5 black bishop · b4 black bishop · d4 white pawn · f4 white bishop · b3 white queen · c3 white knight · e3 white pawn · f3 white knight · a2 white pawn · b2 white pawn · f2 white pawn · g2 white pawn · h2 white pawn · a1 white rook · e1 white king · f1 white bishop · h1 white rook | a8 black rook · d8 black queen · e8 black king · h8 black rook · a7 black pawn · b7 black pawn · f7 black pawn · g7 black pawn · h7 black pawn · c6 black knight · e6 black pawn · f6 black knight · d5 black pawn · f5 black bishop · b4 black bishop · d4 white pawn · f4 white bishop · b3 white queen · c3 white knight · e3 white pawn · f3 white knight · a2 white pawn · b2 white pawn · f2 white pawn · g2 white pawn · h2 white pawn · a1 white rook · e1 white king · f1 white bishop · h1 white rook | 4 |
| 3 | a8 black rook · d8 black queen · e8 black king · h8 black rook · a7 black pawn · b7 black pawn · f7 black pawn · g7 black pawn · h7 black pawn · c6 black knight · e6 black pawn · f6 black knight · d5 black pawn · f5 black bishop · b4 black bishop · d4 white pawn · f4 white bishop · b3 white queen · c3 white knight · e3 white pawn · f3 white knight · a2 white pawn · b2 white pawn · f2 white pawn · g2 white pawn · h2 white pawn · a1 white rook · e1 white king · f1 white bishop · h1 white rook | a8 black rook · d8 black queen · e8 black king · h8 black rook · a7 black pawn · b7 black pawn · f7 black pawn · g7 black pawn · h7 black pawn · c6 black knight · e6 black pawn · f6 black knight · d5 black pawn · f5 black bishop · b4 black bishop · d4 white pawn · f4 white bishop · b3 white queen · c3 white knight · e3 white pawn · f3 white knight · a2 white pawn · b2 white pawn · f2 white pawn · g2 white pawn · h2 white pawn · a1 white rook · e1 white king · f1 white bishop · h1 white rook | a8 black rook · d8 black queen · e8 black king · h8 black rook · a7 black pawn · b7 black pawn · f7 black pawn · g7 black pawn · h7 black pawn · c6 black knight · e6 black pawn · f6 black knight · d5 black pawn · f5 black bishop · b4 black bishop · d4 white pawn · f4 white bishop · b3 white queen · c3 white knight · e3 white pawn · f3 white knight · a2 white pawn · b2 white pawn · f2 white pawn · g2 white pawn · h2 white pawn · a1 white rook · e1 white king · f1 white bishop · h1 white rook | a8 black rook · d8 black queen · e8 black king · h8 black rook · a7 black pawn · b7 black pawn · f7 black pawn · g7 black pawn · h7 black pawn · c6 black knight · e6 black pawn · f6 black knight · d5 black pawn · f5 black bishop · b4 black bishop · d4 white pawn · f4 white bishop · b3 white queen · c3 white knight · e3 white pawn · f3 white knight · a2 white pawn · b2 white pawn · f2 white pawn · g2 white pawn · h2 white pawn · a1 white rook · e1 white king · f1 white bishop · h1 white rook | a8 black rook · d8 black queen · e8 black king · h8 black rook · a7 black pawn · b7 black pawn · f7 black pawn · g7 black pawn · h7 black pawn · c6 black knight · e6 black pawn · f6 black knight · d5 black pawn · f5 black bishop · b4 black bishop · d4 white pawn · f4 white bishop · b3 white queen · c3 white knight · e3 white pawn · f3 white knight · a2 white pawn · b2 white pawn · f2 white pawn · g2 white pawn · h2 white pawn · a1 white rook · e1 white king · f1 white bishop · h1 white rook | a8 black rook · d8 black queen · e8 black king · h8 black rook · a7 black pawn · b7 black pawn · f7 black pawn · g7 black pawn · h7 black pawn · c6 black knight · e6 black pawn · f6 black knight · d5 black pawn · f5 black bishop · b4 black bishop · d4 white pawn · f4 white bishop · b3 white queen · c3 white knight · e3 white pawn · f3 white knight · a2 white pawn · b2 white pawn · f2 white pawn · g2 white pawn · h2 white pawn · a1 white rook · e1 white king · f1 white bishop · h1 white rook | a8 black rook · d8 black queen · e8 black king · h8 black rook · a7 black pawn · b7 black pawn · f7 black pawn · g7 black pawn · h7 black pawn · c6 black knight · e6 black pawn · f6 black knight · d5 black pawn · f5 black bishop · b4 black bishop · d4 white pawn · f4 white bishop · b3 white queen · c3 white knight · e3 white pawn · f3 white knight · a2 white pawn · b2 white pawn · f2 white pawn · g2 white pawn · h2 white pawn · a1 white rook · e1 white king · f1 white bishop · h1 white rook | a8 black rook · d8 black queen · e8 black king · h8 black rook · a7 black pawn · b7 black pawn · f7 black pawn · g7 black pawn · h7 black pawn · c6 black knight · e6 black pawn · f6 black knight · d5 black pawn · f5 black bishop · b4 black bishop · d4 white pawn · f4 white bishop · b3 white queen · c3 white knight · e3 white pawn · f3 white knight · a2 white pawn · b2 white pawn · f2 white pawn · g2 white pawn · h2 white pawn · a1 white rook · e1 white king · f1 white bishop · h1 white rook | 3 |
| 2 | a8 black rook · d8 black queen · e8 black king · h8 black rook · a7 black pawn · b7 black pawn · f7 black pawn · g7 black pawn · h7 black pawn · c6 black knight · e6 black pawn · f6 black knight · d5 black pawn · f5 black bishop · b4 black bishop · d4 white pawn · f4 white bishop · b3 white queen · c3 white knight · e3 white pawn · f3 white knight · a2 white pawn · b2 white pawn · f2 white pawn · g2 white pawn · h2 white pawn · a1 white rook · e1 white king · f1 white bishop · h1 white rook | a8 black rook · d8 black queen · e8 black king · h8 black rook · a7 black pawn · b7 black pawn · f7 black pawn · g7 black pawn · h7 black pawn · c6 black knight · e6 black pawn · f6 black knight · d5 black pawn · f5 black bishop · b4 black bishop · d4 white pawn · f4 white bishop · b3 white queen · c3 white knight · e3 white pawn · f3 white knight · a2 white pawn · b2 white pawn · f2 white pawn · g2 white pawn · h2 white pawn · a1 white rook · e1 white king · f1 white bishop · h1 white rook | a8 black rook · d8 black queen · e8 black king · h8 black rook · a7 black pawn · b7 black pawn · f7 black pawn · g7 black pawn · h7 black pawn · c6 black knight · e6 black pawn · f6 black knight · d5 black pawn · f5 black bishop · b4 black bishop · d4 white pawn · f4 white bishop · b3 white queen · c3 white knight · e3 white pawn · f3 white knight · a2 white pawn · b2 white pawn · f2 white pawn · g2 white pawn · h2 white pawn · a1 white rook · e1 white king · f1 white bishop · h1 white rook | a8 black rook · d8 black queen · e8 black king · h8 black rook · a7 black pawn · b7 black pawn · f7 black pawn · g7 black pawn · h7 black pawn · c6 black knight · e6 black pawn · f6 black knight · d5 black pawn · f5 black bishop · b4 black bishop · d4 white pawn · f4 white bishop · b3 white queen · c3 white knight · e3 white pawn · f3 white knight · a2 white pawn · b2 white pawn · f2 white pawn · g2 white pawn · h2 white pawn · a1 white rook · e1 white king · f1 white bishop · h1 white rook | a8 black rook · d8 black queen · e8 black king · h8 black rook · a7 black pawn · b7 black pawn · f7 black pawn · g7 black pawn · h7 black pawn · c6 black knight · e6 black pawn · f6 black knight · d5 black pawn · f5 black bishop · b4 black bishop · d4 white pawn · f4 white bishop · b3 white queen · c3 white knight · e3 white pawn · f3 white knight · a2 white pawn · b2 white pawn · f2 white pawn · g2 white pawn · h2 white pawn · a1 white rook · e1 white king · f1 white bishop · h1 white rook | a8 black rook · d8 black queen · e8 black king · h8 black rook · a7 black pawn · b7 black pawn · f7 black pawn · g7 black pawn · h7 black pawn · c6 black knight · e6 black pawn · f6 black knight · d5 black pawn · f5 black bishop · b4 black bishop · d4 white pawn · f4 white bishop · b3 white queen · c3 white knight · e3 white pawn · f3 white knight · a2 white pawn · b2 white pawn · f2 white pawn · g2 white pawn · h2 white pawn · a1 white rook · e1 white king · f1 white bishop · h1 white rook | a8 black rook · d8 black queen · e8 black king · h8 black rook · a7 black pawn · b7 black pawn · f7 black pawn · g7 black pawn · h7 black pawn · c6 black knight · e6 black pawn · f6 black knight · d5 black pawn · f5 black bishop · b4 black bishop · d4 white pawn · f4 white bishop · b3 white queen · c3 white knight · e3 white pawn · f3 white knight · a2 white pawn · b2 white pawn · f2 white pawn · g2 white pawn · h2 white pawn · a1 white rook · e1 white king · f1 white bishop · h1 white rook | a8 black rook · d8 black queen · e8 black king · h8 black rook · a7 black pawn · b7 black pawn · f7 black pawn · g7 black pawn · h7 black pawn · c6 black knight · e6 black pawn · f6 black knight · d5 black pawn · f5 black bishop · b4 black bishop · d4 white pawn · f4 white bishop · b3 white queen · c3 white knight · e3 white pawn · f3 white knight · a2 white pawn · b2 white pawn · f2 white pawn · g2 white pawn · h2 white pawn · a1 white rook · e1 white king · f1 white bishop · h1 white rook | 2 |
| 1 | a8 black rook · d8 black queen · e8 black king · h8 black rook · a7 black pawn · b7 black pawn · f7 black pawn · g7 black pawn · h7 black pawn · c6 black knight · e6 black pawn · f6 black knight · d5 black pawn · f5 black bishop · b4 black bishop · d4 white pawn · f4 white bishop · b3 white queen · c3 white knight · e3 white pawn · f3 white knight · a2 white pawn · b2 white pawn · f2 white pawn · g2 white pawn · h2 white pawn · a1 white rook · e1 white king · f1 white bishop · h1 white rook | a8 black rook · d8 black queen · e8 black king · h8 black rook · a7 black pawn · b7 black pawn · f7 black pawn · g7 black pawn · h7 black pawn · c6 black knight · e6 black pawn · f6 black knight · d5 black pawn · f5 black bishop · b4 black bishop · d4 white pawn · f4 white bishop · b3 white queen · c3 white knight · e3 white pawn · f3 white knight · a2 white pawn · b2 white pawn · f2 white pawn · g2 white pawn · h2 white pawn · a1 white rook · e1 white king · f1 white bishop · h1 white rook | a8 black rook · d8 black queen · e8 black king · h8 black rook · a7 black pawn · b7 black pawn · f7 black pawn · g7 black pawn · h7 black pawn · c6 black knight · e6 black pawn · f6 black knight · d5 black pawn · f5 black bishop · b4 black bishop · d4 white pawn · f4 white bishop · b3 white queen · c3 white knight · e3 white pawn · f3 white knight · a2 white pawn · b2 white pawn · f2 white pawn · g2 white pawn · h2 white pawn · a1 white rook · e1 white king · f1 white bishop · h1 white rook | a8 black rook · d8 black queen · e8 black king · h8 black rook · a7 black pawn · b7 black pawn · f7 black pawn · g7 black pawn · h7 black pawn · c6 black knight · e6 black pawn · f6 black knight · d5 black pawn · f5 black bishop · b4 black bishop · d4 white pawn · f4 white bishop · b3 white queen · c3 white knight · e3 white pawn · f3 white knight · a2 white pawn · b2 white pawn · f2 white pawn · g2 white pawn · h2 white pawn · a1 white rook · e1 white king · f1 white bishop · h1 white rook | a8 black rook · d8 black queen · e8 black king · h8 black rook · a7 black pawn · b7 black pawn · f7 black pawn · g7 black pawn · h7 black pawn · c6 black knight · e6 black pawn · f6 black knight · d5 black pawn · f5 black bishop · b4 black bishop · d4 white pawn · f4 white bishop · b3 white queen · c3 white knight · e3 white pawn · f3 white knight · a2 white pawn · b2 white pawn · f2 white pawn · g2 white pawn · h2 white pawn · a1 white rook · e1 white king · f1 white bishop · h1 white rook | a8 black rook · d8 black queen · e8 black king · h8 black rook · a7 black pawn · b7 black pawn · f7 black pawn · g7 black pawn · h7 black pawn · c6 black knight · e6 black pawn · f6 black knight · d5 black pawn · f5 black bishop · b4 black bishop · d4 white pawn · f4 white bishop · b3 white queen · c3 white knight · e3 white pawn · f3 white knight · a2 white pawn · b2 white pawn · f2 white pawn · g2 white pawn · h2 white pawn · a1 white rook · e1 white king · f1 white bishop · h1 white rook | a8 black rook · d8 black queen · e8 black king · h8 black rook · a7 black pawn · b7 black pawn · f7 black pawn · g7 black pawn · h7 black pawn · c6 black knight · e6 black pawn · f6 black knight · d5 black pawn · f5 black bishop · b4 black bishop · d4 white pawn · f4 white bishop · b3 white queen · c3 white knight · e3 white pawn · f3 white knight · a2 white pawn · b2 white pawn · f2 white pawn · g2 white pawn · h2 white pawn · a1 white rook · e1 white king · f1 white bishop · h1 white rook | a8 black rook · d8 black queen · e8 black king · h8 black rook · a7 black pawn · b7 black pawn · f7 black pawn · g7 black pawn · h7 black pawn · c6 black knight · e6 black pawn · f6 black knight · d5 black pawn · f5 black bishop · b4 black bishop · d4 white pawn · f4 white bishop · b3 white queen · c3 white knight · e3 white pawn · f3 white knight · a2 white pawn · b2 white pawn · f2 white pawn · g2 white pawn · h2 white pawn · a1 white rook · e1 white king · f1 white bishop · h1 white rook | 1 |
|   | a | b | c | d | e | f | g | h |   |

Одликовао се изразито опрезном, позиционом игром, тражећи мале предности, без већих ризика и обавеза. Повремено је међутим заиграо и сасвим другачије; нпр. на турниру у Хавани 1963. победио је великог комбинаторика Таља, црним фигурама, играјући врло оштри Фалкбиров противгамбит (1. е4 е5 2.f4 d5!?).
Био је познати шаховски педагог и тренер, организатор (био је председник Шаховског савеза Србије), капитан екипе. Живео је у Београду више од 40 година. Постоји шаховски клуб „Др. Петар Трифуновић“, игра се меморијални турнир итд. У издању Шаховског клупа „Политика“ штампана је 1995. године књига „Изабране партије велемајстора Петра Трифуновића“.
Популарисао је Аљехинову одбрану потезом 5. ...Lf5, која је по њему названа Трифуновићева варијанта.

## Успеси на шаховским олимпијадама кроз статистику
Укупна статистика
| Године                           | Σ поена | Σ партија |  | +  | =  | -  |  | %    | Освојене медаље на олимпијади тимске \| појединачне |
| 1935-1937, 1950-1954, 1958, 1962 | 63½     | 96        |  | 41 | 45 | 10 |  | 66.1 | 1 - 2 - 2 \| 1 - 0 - 2                              |

Статистика по годинама
| Година | Табла | Σ поена | Σ партија |  | +  | =  | - |  | %    | тимско место | појединачно |
| 1962.  | 2     | 9       | 15        |  | 4  | 10 | 1 |  | 60.0 | 2.           |             |
| 1958.  | 4     | 7       | 11        |  | 5  | 4  | 2 |  | 63.6 | 2.           |             |
| 1954.  | 3     | 7       | 12        |  | 3  | 8  | 1 |  | 58.3 | 3.           | 1.          |
| 1952.  | 3     | 7       | 13        |  | 3  | 8  | 2 |  | 53.8 | 3.           |             |
| 1950.  | 3     | 10      | 13        |  | 8  | 4  | 1 |  | 76.9 | 1.           | 1.          |
| 1937.  | 2     | 11      | 16        |  | 8  | 6  | 2 |  | 68.8 | 9.           | 3.          |
| 1935.  | 4     | 12½     | 16        |  | 10 | 5  | 1 |  | 78.1 | 6.           | 3.          |

## Учешће на европским тимским шампионатима
| Место       | Земља    | Табла | Скор | Тимски резултат |
| Беч и Баден | Аустрија | 2.    | 3/5  | II              |

| Место      | Земља   | Табла | Скор | Тимски резултат |
| Оберхаузен | Немачка | 2.    | 5/9  | II              |

| Место   | Земља   | Табла | Скор | Тимски резултат |
| Хамбург | Немачка | 6.    | 3½/7 | II              |